# Anaphes trijohanni
Anaphes trijohanni is een vliesvleugelig insect uit de familie Mymaridae. De wetenschappelijke naam is voor het eerst geldig gepubliceerd in 2002 door Jesu.